# 马良 (马家军)
马良（?—?），甘肃省临夏县人。是回族軍官，马家军的成員，在西北剿匪期间，他在甘肃、青海、四川交界拥有2,000名军队:126。 马元祥是另一位与馬家軍有关的回族将军:xxi。马元祥和马良对中国人民解放军的攻击造成了解放军严重傷亡。1953年，毛泽东被迫对他们采取強硬鎮壓措施:122。

## 生平
1931年，马良、马福祥和白崇禧曾在南京會面，讨论回族和汉族之间的民族問題。马良与青海马步芳的父亲马麒是堂兄弟，是马步芳的族叔，中共建国前曾任临夏民团团长、参议和马步芳青海保安团团长。
建国后被中共政府留用，1951年马良在临夏组建了秘密组织“西北革命同盟会”，同年4月，在和政县南乡组织暴动，失败后带着三个儿子潜入甘南州碌曲县。
1952年3月底，马良在西仓新寺正式打出了“103路”的招牌，招兵买马，扩充队伍。5月，蒋介石派特工与他聯絡，並任命他為西南反共救国军第103路軍司令。8月，台湾当局对他进行了7次空投，投放了弹药、无线电和黄金等物资。
1953年2月，西北军区和青海省果洛支队共10个团的兵力，围剿马良部队。3月29日，马良在四川阿坝州若尔盖县唐克西山与解放军骑一师激战3小时后溃败，部队被打散。马良当天带300余人撤离至若尔盖县班估地区，队伍对于去南坪还是去投奔马元祥发生了争执，最终决定去南坪。马良不愿去南坪，当天晚上带领三个儿子和其他部下共19人向青海出发打算投奔马元祥，行至阿坝附近因解放军和民兵四处搜捕散匪，且买不到粮食，只好返回碌曲县郎木寺一带潜藏。
后解放军找到了给马良提供给养的劳保，许以1000块白洋，劳保将解放军引至马良藏身处，5月18日，马良、马硕卿被俘。